# Варавинский овраг
Варавинский овраг — государственный природный заказник (комплексный) регионального (областного) значения Московской области, целью которого является сохранение ненарушенных природных комплексов, их компонентов в естественном состоянии; восстановление естественного состояния нарушенных природных комплексов, поддержание экологического баланса. Заказник предназначен для:
- сохранения и восстановления природных комплексов;
- сохранения местообитаний редких видов растений и животных;
- ведения мониторинга видов животных, занесённых в Красную книгу Московской области;
- выполнения научно-исследовательских работ по изучению объектов особой охраны заказника.

Заказник основан в 1987 году. Местонахождение: Московская область, Сергиево-Посадский городской округ, сельское поселение Лозовское. Заказник состоит из двух участков, разделённых Ярославским шоссе. Участок 1 (северо-западный) расположен к северу от Ярославского шоссе, в 0,7 к северо-востоку от деревни Варавино, в 0,9 км к западу от деревни Вихрево; участок 2 (юго-восточный) — к югу от Ярославского шоссе, в 0,8 км к северо-востоку от деревни Варавино, в 0,4 км к северу от деревни Охотино.
Общая площадь заказника составляет 268,54 га (участок 1 — 102,16 га, участок 2 — 166,38 га). Участок 1 заказника включает часть квартала 95 Сергиево-Посадского участкового лесничества Сергиево-Посадского лесничества, расположенного к северо-западу от Ярославского шоссе. Участок 2 заказника включает квартал 96, часть квартала 95 Сергиево-Посадского участкового лесничества Сергиево-Посадского лесничества, расположенного к юго-востоку от Ярославского шоссе, а также земли нелесного фонда.

## Описание

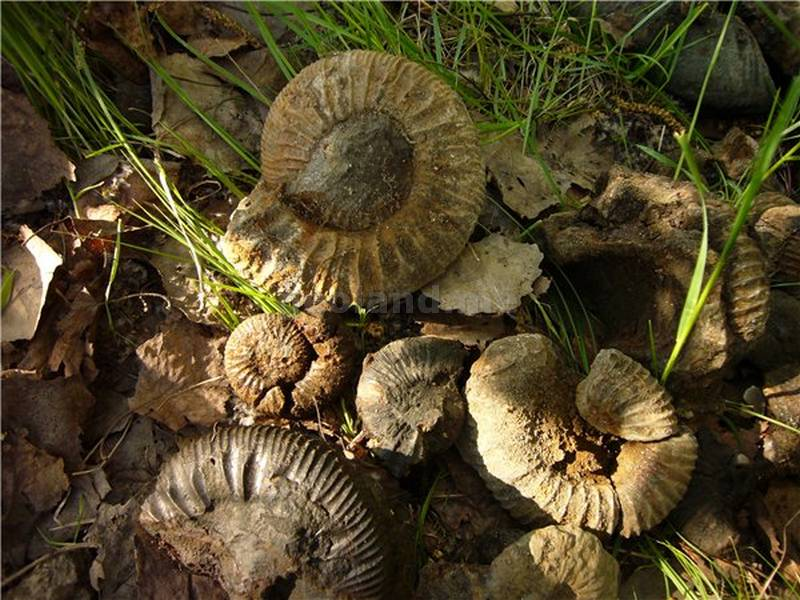
Окаменелости

Территория заказника находится на южном макросклоне Московской моренной возвышенности в районе распространения холмистых, расчленённых, моренных, свежих, влажных и сырых равнин. Кровля коренных отложений местности представлена глинами, алевритами, глинистыми песками альбского яруса, а также зеленовато-серыми песками сеноманского яруса мелового периода. Абсолютные высоты заказника изменяются от 165 м над уровнем моря (в юго-восточной оконечности территории) до 235 м над уровнем моря (в привершинной части моренного холма в северо-восточной оконечности территории).
Территория заказника приурочена к склону крупного моренного холма, вершина которого располагается севернее заказника на высоте 238,4 м над уровнем моря. Варавинский овраг проходит через всю территорию заказника с северо-запада на юго-восток. Территория заказника, состоящая из двух участков, разделённых лишь автодорогой, представляет собой единый ландшафтно-геоморфологический комплекс, поэтому приводится её единое описание.
Заказник занимает привершинную и среднюю части склона плосковершинного моренного холма. Склон имеет юго-юго-восточную экспозицию и крутизну поверхности от 3—5 градусов до 8—10 градусов. Поверхности склона сложены покровными и делювиальными суглинками мощностью до 1,5 м, под которыми сформировались конечно-моренные образования, представленные валунными суглинками и супесями.
На участке 1 заказника находятся верховья его основного объекта охраны — Варавинского оврага, имеющего общую протяжённость около 4 км. Данный овраг является одним из самых глубоких в Московской области. Параметры оврага меняются при движении от истоков к устьевой части. В его верховьях, после схождения двух отвершков, ширина оврага составляет 10—12 м. Высота бортов достигает здесь 2—2,5 м, крутизна бортов — 30—35 градусов, ширина днища составляет 0,7—1,2 м.
В средней части склона моренного холма на абсолютной высоте порядка 220—225 м над уровнем моря выделяются уплощённые террасовидные площадки, крутизна поверхности которых не превышает 4—6 градусов. Рельеф пологонаклонных поверхностей часто осложнён биогенными формами рельефа — искорями и искорными ямами. Искори имеют размеры от 1,2 до 3 м, а глубина ям достигает 0,5 м.
В своей средней части Варавинский овраг имеет множество отрогов (рытвин, борозд, оврагов), в том числе незадернованных и активно эродирующих (у Ярославского шоссе). На склонах присутствуют выходы меловых песков, трепелов и опок.
В данном месте овраг достигает своих максимальных глубин (до 14—15 м). Здесь он глубоко врезан в холмистую равнину, имеет крутые борта (до 45—50 градусов). Местами в нижних частях бортов угол наклона достигает максимальных значений, отчего тут образуются практически отвесные стенки. Склоны в средней части оврага террасированы в результате пластичного движения материала по склону и деятельности водотока в днище оврага, который действует практически на всем его протяжении.
Юго-восточная часть территории заказника (участок 2) располагается в нижней части холма, и здесь поверхности моренных равнин переходят в равнинные долинные зандры, развитые вдоль долины реки Торгоши. Склоновые поверхности в этой части территории пологие (2—5 градусов). Они сложены с поверхности маломощными (1,5—3 м) покровными суглинками, которые подстилаются древнеаллювиальными-водноледниковыми песками, а на наиболее высоких участках — мореной. Перепад высот здесь составляет порядка 3—5 м. В понижениях суглинистые отложения могут содержать прослои песков и супесей.
Территория осложнена оврагами и балками, достаточно хорошо дренирована. Варавинский овраг в своей нижней части представляет собой широко открытую долину ручья балочного типа. Склоны эрозионной формы имеют здесь высоту до 5—6 м, крутизну 5—15 градусов. К восточной части участка 2 приурочена крупная балка, ориентированная с северо-запада на юго-восток, открывающаяся в долину Торгоши и протянувшаяся примерно на 800—900 м в пределах территории заказника. Балка имеет плоское широкое днище, ширина которого изменяется от 10 в м верховьях и до 50 м в устьевой части. По днищу балки протекает временной водоток, впадающий в реку Торгошу.
Гидрологический сток на территории заказника по ручьям и временным водотокам направлен в реку Торгошу, впадающую в реку Ворю (бассейн реки Клязьмы). Основными водотоками заказника являются ручьи, протекающие по днищу Варавинского оврага и по днищу балки в восточной части Участка 2. Ручей Варавинского оврага протекает по руслу, ширина которого в средней части оврага колеблется от 1 до 3 м. По дну русла преобладает тонко-мелкозернистый песок светло-серого цвета. Ручей, текущий по днищу балки характеризуется спокойным течением и шириной русла до 2—3 м.
Почвенный покров заказника представлен преимущественно дерново-подзолистыми почвами, сформировавшимися на покровных суглинках склонов моренных холмов. По небольшим понижениям с замедленным дренажем образовались дерново-подзолисто-глеевые почвы. В днищах заболоченных ложбин и западин развиты перегнойно-глеевые почвы, а по небольшим низинным болотам — торфяные эутрофные почвы. На поверхности склонов овражно-балочной сети сформировались смыто-намытые почвы.

### Флора
На территории участка 1 заказника преобладают сырые субнеморальные еловые, мелколиственно-еловые и елово-мелколиственные леса, в основном осинники с елью и березняки с елью. Есть участки, повреждённые короедом-типографом. В лесах имеются поляны с заболоченными лугами и небольшими низинными болотцами с ивами.
Верховья оврага заняты еловыми лесами с участием ольхи серой и берёзы и влажнотравными с кочедыжником женским, живучкой ползучей, дудником лесным, вербейниками обыкновенным и монетчатым, скердой болотной, щучкой (луговиком) дернистой, звездчаткой дубравной, бодяком разнолистным.
В составе субнеморальных еловых лесов в древостое присутствуют осина и (или) берёза, иногда рябина во втором ярусе. В подросте этих лесов участвуют ель, осина, реже — берёза, особенно на осветлённых участках по окраине леса, рябина, единично — клён платановидный и дуб. В кустарниковом ярусе присутствуют лещина обыкновенная (местами обильно), жимолость лесная, крушина ломкая, черёмуха обыкновенная, малина лесная, калина обыкновенная, смородина колосистая, волчеягодник обыкновенный, или волчье лыко — редкий и уязвимый вид, не включённый в Красную книгу Московской области, но нуждающийся на территории области в постоянном контроле и наблюдении. Встречаются мертвопокровные, редкотравные, папоротниково-кисличные, кислично-широкотравно-папоротниковые и влажнотравные ассоциации. Состав травяного яруса лесных сообществ участка достаточно разнообразен. В нём участвуют кислица обыкновенная, хвощи луговой и лесной, живучка ползучая, щитовник картузианский, или игольчатый, щитовники мужской и распростёртый, кочедыжник женский, голокучник Линнея, копытень европейский, ожика волосистая, сныть обыкновенная, воронец колосистый, майник двулистный, костяника, золотарник обыкновенный, вороний глаз, норичник шишковатый, ландыш майский, подмаренник душистый, вейник тростниковидный, седмичник европейский, земляника лесная, лютик кашубский, вероника лекарственная, мицелис стенной, крапива двудомная, недотрога мелкоцветковая, чистотел большой. В травостое этих лесов часто встречается подлесник европейский — вид, занесённый в Красную книгу Московской области. В более сырых местообитаниях появляются дудник лесной, вербейники обыкновенный и монетчатый, скерда болотная, щучка дернистая, лютик ползучий, герань болотная, звездчатка дубравная, бодяк разнолистный.
На полянах и прогалинах произрастают сивец луговой, буквица лекарственная, черноголовка обыкновенная, живучка ползучая, крапива, гравилат городской, лютик ползучий, чистец лесной, гравилат речной, таволга вязолистная, вербейник обыкновенный, купальница европейская (редкий и уязвимый вид, не включённый в Красную книгу Московской области, но нуждающийся на территории области в постоянном контроле и наблюдении), тиселинум болотный и другие виды.
На низинном болотце в верховьях оврага доминируют таволга вязолистная, тростник обыкновенный, камыш лесной, осоки, присутствуют кустарниковые ивы.
На водораздельных поверхностях участка 2 преобладают старовозрастные смешанные леса — еловые 1-2 классов бонитета с участием берёзы, осины и широколиственных видов: дуба, липы, клён платановидного. Местами единично встречаются старые сосны (диаметр до 90 см). В подросте участвуют ель, дуб, клён, берёза, осина, рябина, местами липа. В подлеске обычны лещина, жимолость, бересклет бородавчатый, крушина ломкая, малина, изредка растёт волчеягодник обыкновенный. В травяном покрове преобладают зеленчук жёлтый, копытень европейский, сныть обыкновенная, медуница неясная. Присутствуют щитовники картузианский, мужской и распростёртый, звездчатка жестколистная, майник двулистный, ожика волосистая, костяника, живучка ползучая, вороний глаз, яснотка крапчатая, подъельник обыкновенный, ландыш майский, грушанка круглолистная, кислица обыкновенная, норичник шишковатый, земляника, хвощ луговой, черника, вейник тростниковидный, копытень европейский, подмаренник душистый, пролесник многолетний, осока волосистая, фиалка удивительная, лютик кашубский, чина весенняя, чистец лесной, борец высокий или северный, купена многоцветковая и другие.
Долина Варавинского оврага занята смешанными лесами, древостой которых образует ель, берёза повислая, осина, клён, дуб и липа. Во втором ярусе участвуют ольха серая, черёмуха и рябина. Встречаются старые дубы, ели, липы и клёны. Есть участки, повреждённые короедом-типографом. В подлеске много лещины, жимолости лесной, бересклета бородавчатого, местами растут малина, калина, волчеягодник обыкновенный, можжевельник обыкновенный.
В верхней части склонов в травяном ярусе смешанных лесов преобладают дубравные виды (сныть, осока волосистая, зеленчук жёлтый и многие другие). Травяной покров лесов нижних частей склона и выположенных террасных поверхностей характерен для сыроватых елово-широколиственных лесов. Обильны звездчатки жестколистная и дубравная, сныть, папоротники, будра плющевидная, встречаются черника, ожика волосистая, живучка ползучая, медуница неясная, пырейник собачий, лютик кашубский, яснотка крапчатая, вороний глаз, хвощ зимующий, воронец колосистый, борец высокий, коротконожка лесная, кострец Бенекена, колокольчик широколистный (редкий и уязвимый вид, не включённый в Красную книгу Московской области, но нуждающийся на территории области в постоянном контроле и наблюдении), купена многоцветковая, пузырник ломкий, фегопртерис связывающий, голокучник Линнея.
По днищу оврага отмечаются леса с заметным участием ольхи серой и влажнотравья, местами с густыми зарослями лещины с примесью черёмухи, малины и жимолости. В травяном ярусе — чистец лесной, яснотка крапчатая, недотроги мелкоцветковая и обыкновенная, сныть, звездчатки дубравная и жестколистная, щитовники мужской и распростёртый, будра плющевидная, крапива, селезёночник очерёднолистный, колокольчик широколистный.
Безлесный участок в западной части заказника зарастает берёзой, ольхой серой, подростом ивы козьей. Единично по краю леса встречается подрост ели. В травостое доминирует иван-чай, присутствуют полынь обыкновенная, вейник наземный, марьянник дубравный, черноголовка обыкновенная, василёк луговой, короставник полевой, купырь лесной, клевер луговой и средний, мятлик луговой, зверобой пятнистый, манжетка обыкновенная, льнянка обыкновенная, сушеница лесная, пырей ползучий, дудник лекарственный и некоторые другие виды.
Водораздельная поверхность на севере участка занята производным берёзовым лесом с клёном во втором ярусе разнотравно-широкотравным с пятнами подмаренника душистого, а окраина лесного массива около шоссе — молодым берёзово-осиновым мелколесьем с ольхой серой волосистоосоковым.
В овраге растёт смешанный широколиственно-еловый лес, по прибровочным частям — широколиственно-березовые с елью сообщества лещиновые широкотравные. В отвершке оврага преобладает широкотравье с папоротниками, борцом высоким, купеной, пролесником многолетним, колокольчиком широколистным, щитовником мужским. На бровке произрастает дуб до 80 см в диаметре; здесь же встречается колокольчик крапиволистный (редкий и уязвимый вид, не включённый в Красную книгу Московской области, но нуждающийся на территории области в постоянном контроле и наблюдении).
На востоке участка проходит заболоченная ложбина и протекает ручей. Склоны заняты ельниками с берёзой, рябиной во втором ярусе широкотравно-кисличными, ельниками с единичной сосной, с рябиной во втором ярусе кисличными, берёзово-еловыми волосистоосоковыми и кислично-широкотравными.
В ложбине расположен низинный заболоченный луг камышово-таволговый. По окраине сырого луга произрастает купальница европейская.

### Фауна
Видовой состав фауны позвоночных животных заказника типичен для спелых хвойных и смешанных хвойно-мелколиственных лесов северной части Московской области. В заказнике обитают ряд редких и охраняемых видов животных.
На территории заказника отмечено обитание 59 видов наземных позвоночных животных, из них два вида амфибий, два вида рептилий, 48 видов птиц и семь видов млекопитающих.
Основу фаунистического комплекса наземных позвоночных животных составляют виды, характерные для лесных и луго-полевых местообитаний средней полосы европейской России.
В пределах участка 1 можно выделить два основных зоокомплекса (зооформации): лесную зооформацию и зооформацию экотонных опушечных местообитаний.
Виды лесной зооформации населяют старовозрастные еловые леса с участием берёзы, осины и широколиственных пород, что составляет основу древесных насаждений заказника; кроме того, лесные виды заселяют участки мелколиственного леса и сероольшаника по днищам эрозионных форм рельефа. Из млекопитающих здесь обитают обыкновенный крот, обыкновенный ёж, обыкновенная лисица, лось, европейская косуля (редкий и уязвимый вид, не включённый в Красную книгу Московской области, но нуждающийся на территории области в постоянном контроле и наблюдении), заяц-беляк, обыкновенная белка. Из птиц для лесной зооформации заказника характерны обыкновенный осоед (вид, занесённый в Красную книгу Московской области), перепелятник, тетеревятник, обыкновенная кукушка, желна, большой пёстрый дятел, иволга, ворон, сойка, крапивник, речной сверчок, пеночка-весничка, пеночка-теньковка, пеночка-трещотка, пересмешка, славка-черноголовка, садовая славка, мухоловка-пеструшка, серая мухоловка, малая мухоловка, желтоголовый королёк, зарянка, певчий дрозд, белобровик, чёрный дрозд, длиннохвостая синица, пухляк, московка, большая синица, обыкновенная лазоревка, поползень, обыкновенная пищуха, зяблик, чиж. Из земноводных встречаются остромордая и травяная лягушки.
Опушечные местообитания занимают большую протяжённость в заказнике, поскольку большая часть границы заказника проходит по опушке леса. Кроме того, к подобным местообитаниям следует отнести поляны с влажным высокотравьем по днищам некоторых оврагов. Из птиц здесь отмечаются лесной конёк, скворец, сорока, серая ворона, серая славка, садовая камышевка, рябинник, зеленушка, щегол, обыкновенная овсянка. Из пресмыкающихся фиксируются живородящая ящерица и прыткая ящерица (вид, занесённый в Красную книгу Московской области). Из редких насекомых здесь встречаются бабочки адмирал и голубянка икар (редкие и уязвимые виды, не включённые в Красную книгу Московской области, но нуждающиеся на территории области в постоянном контроле и наблюдении).
В пределах участка 2 выделяются те же два основных зоокомплекса (зооформации): лесная зооформация и зооформация экотонных опушечных местообитаний.
Виды лесной зооформации на участке 2 практически те же, что и на участке 1, добавляются лишь канюк и пустельга (редкий и уязвимый вид, не включённый в Красную книгу Московской области, но нуждающийся на территории области в постоянном контроле и наблюдении), которые вылетают кормиться на луговые пространства. Виды опушечных местообитаний участка 2 также те же самые, что и на участке 1.

## Объекты особой охраны заказника
Охраняемые экосистемы: смешанные склоновые папоротниково-широкотравные леса с елью, дубом, клёном и липой; субнеморальные еловые и мелколиственно-еловые кислично-широкотравно-папоротниковые, широкотравно-кисличные и папоротниково-кисличные, участки низинных и заболоченных лугов и низинных болот.
Места произрастания и обитания охраняемых в Московской области, а также иных редких и уязвимых видов растений и животных, зафиксированных на территории заказника, перечисленных ниже, а также европейской косули.
Охраняемые в Московской области, а также иные редкие и уязвимые виды растений:
- виды, занесённые в Красную книгу Московской области: подлесник европейский;
- виды, являющиеся редкими и уязвимыми таксонами, не включёнными в Красную книгу Московской области, но нуждающиеся на территории области в постоянном контроле и наблюдении: волчеягодник обыкновенный, или волчье лыко, колокольчики широколистный и крапиволистный, купальница европейская.

Охраняемые в Московской области, а также иные редкие и уязвимые виды грибов: редкий вид грибов — весёлка обыкновенная.
Охраняемые в Московской области, а также иные редкие и уязвимые виды животных:
- виды, занесённые в Красную книгу Московской области: прыткая ящерица, обыкновенный осоед;
- вид, являющийся редким и уязвимым таксоном, не включённый в Красную книгу Московской области, но нуждающийся на территории области в постоянном контроле и наблюдении: пустельга.

Иные объекты охраны: редкая для Московской области эрозионная форма — один из самых глубоких оврагов в этой части Московской области, содержащий выходы меловых песков, трепелов и опок.